# Нго, Кхоа
Кхоа Нго (англ. Khoa Ngo; Пустой шаблон {{ВД-Преамбула}} ) — австралийский футболист вьетнамского происхождения, вингер клуба «Перт Глори».
Нго родился в Австралии в семье выходцев из Вьетнама. 

## Клубная карьера
Нго — воспитанник клубов «Джоондалуп Юанйтед», «Перт Ред Стар» и «Перт Глори». 21 апреля 2024 года в матче против «Уэстерн Юнайтед» он дебютировал в А-Лиге за основной состав последних. 